# Aston Martin DBS (2007)
Der Aston Martin DBS ist ein 2007 vorgestellter Sportwagen des britischen Automobilherstellers Aston Martin. Einer breiten Öffentlichkeit wurde das Modell bereits 2006 im James-Bond-Film Casino Royale bekannt.

## Geschichte
Schon in den Jahren 1967 bis 1972 gab es ein Modell von Aston Martin unter dem Namen DBS der mit R6- und V8-Motoren angetrieben wurde. Der neue DBS wurde im Frühjahr 2008 auf den Markt gebracht, nachdem im Oktober 2007 in der Aston-Martin-Manufaktur in Gaydon die Produktion anlief. Der Grundpreis des nun von einem V12 angetriebenen DBS lag in Deutschland bei etwa 250.000 Euro.

## Modellvarianten

### DBS Coupé

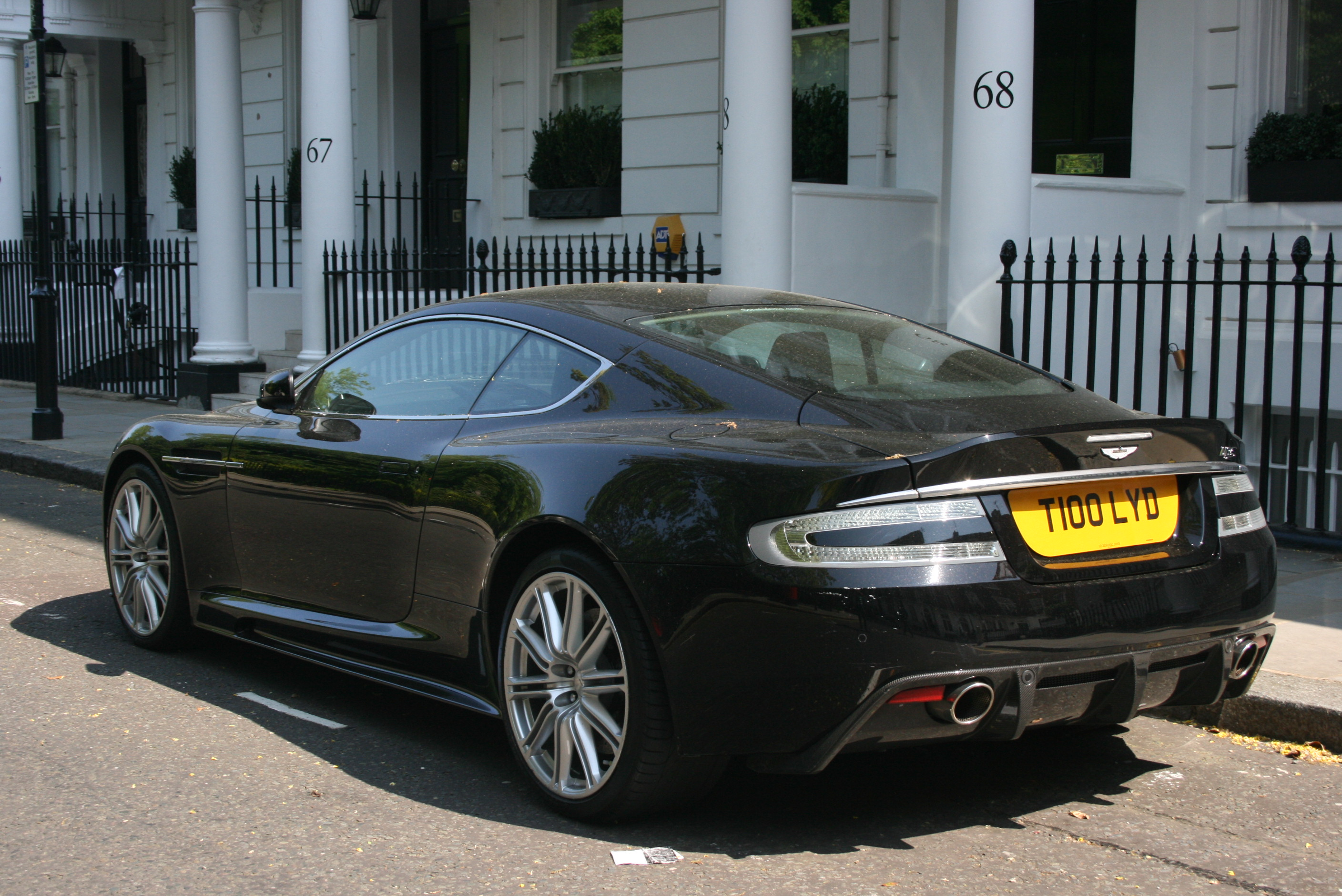
Heckansicht

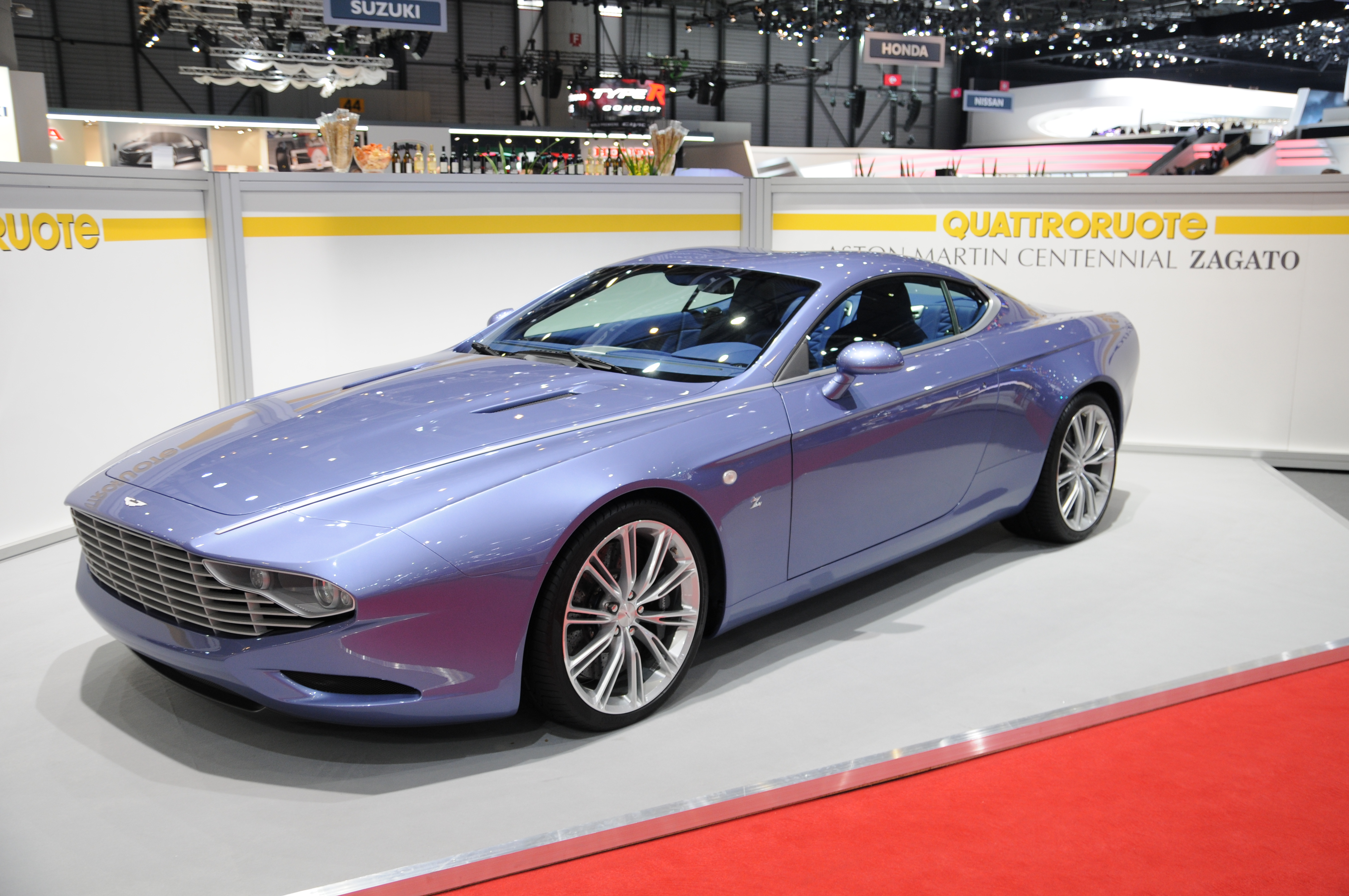
Aston Martin DBS Coupé Centennial (2013)

Der DBS basiert auf dem DB9. Er baut wie dieser auf der internen VH-Plattform auf und hat das gleiche Dach, die gleichen Seitenscheiben und das gleiche Fahrwerk wie das Schwestermodell, ist jedoch um 100 Kilogramm leichter, hat eine um 25 mm verringerte Bodenfreiheit und ist um 40 mm breiter als der DB9. Um zusätzlichen Abtrieb an der Hinterachse zu erzeugen, befindet sich an der Kofferraumklappe eine feststehende Spoilerkante.
Die Front des Fahrzeugs wird von Kühlergrill und Lufteinlässen dominiert, wodurch der 5,9-Liter-V12-Motor mit der nötigen Kühlluft versorgt wird. Dieser leistet bis zu 380 kW (517 PS) bei 6500/min und hat ein maximales Drehmoment von 570 Nm (419 ft lbs) bei 5750/min.
Die Kraftübertragung erfolgt über ein manuell betätigtes 6-Gang-Getriebe. Ab Ende 2008 bot Aston Martin auch die Automatikvariante Touchtronic an, die ein Schalten über Schaltwippen am Lenkrad ermöglicht. Das vom deutschen Automobilzulieferer und Spezialisten für Antriebs- und Fahrwerkstechnik ZF gefertigte Automatikgetriebe überträgt die Antriebskraft über einen Drehmomentwandler mit Planetenradsätzen auf die Hinterachse.
Anlässlich des 100-jährigen Bestehens von Aston Martin im Jahr 2013 baute das italienische Designstudio Zagato ein Einzelstück mit dem Namen DBS Coupé Centennial auf Basis des DBS. Daneben wurde auch ein Cabriolet auf Basis des DB9 mit dem Namen DB9 Spyder Centennial präsentiert.

### DBS Volante

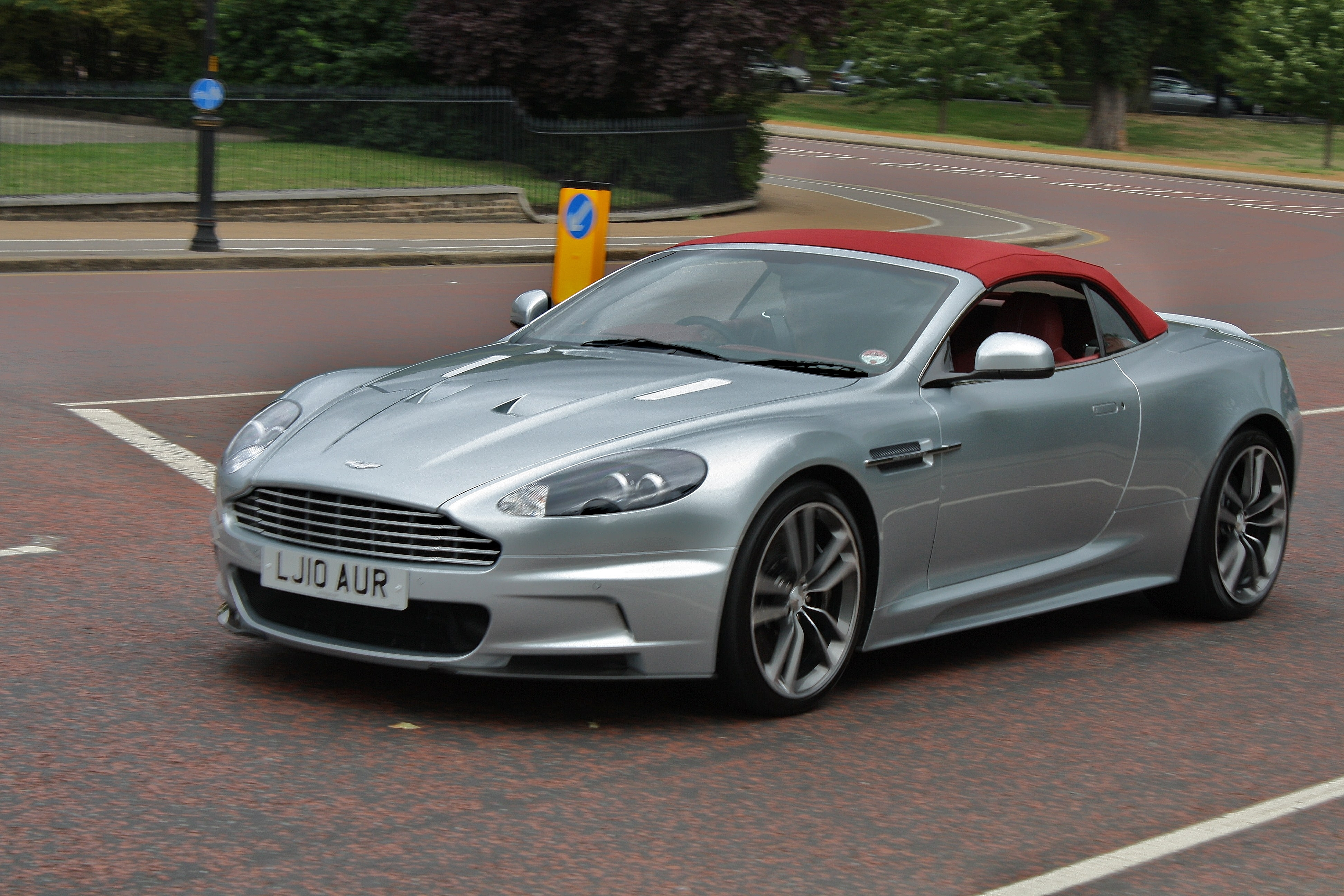
Aston Martin DBS Volante (2009–2012)

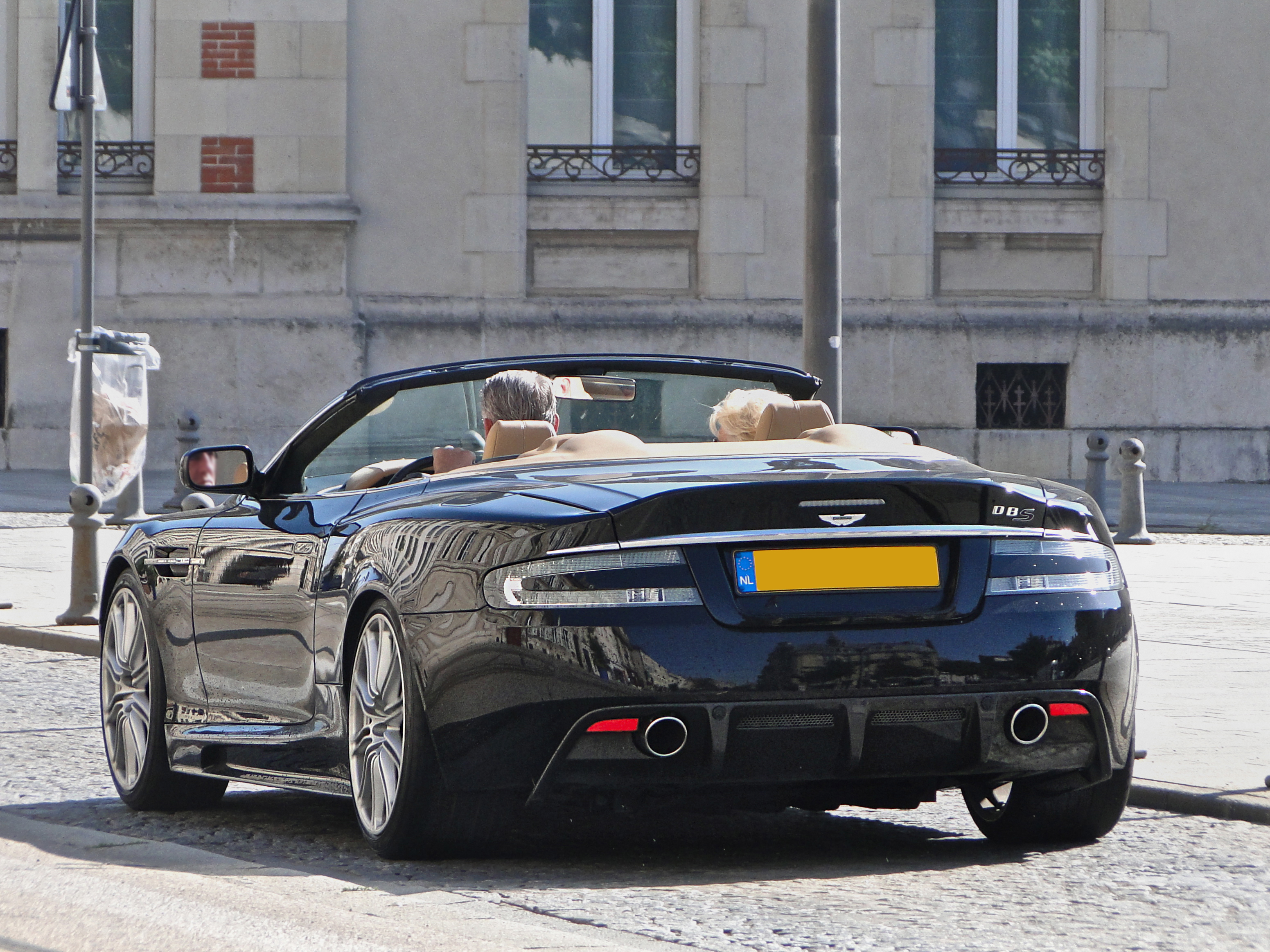
Heckansicht

Im Frühjahr 2009 wurde auf dem Genfer Auto-Salon die Cabrioversion DBS Volante vorgestellt. Der Motor entspricht dem des Coupés, im Innenraum des maximal 295 km/h schnellen Cabrios gibt es im Gegensatz zum Coupé nur zwei zusätzliche Notsitze hinten. Das Stoffverdeck des DBS, das bis zu einer Geschwindigkeit von 48 km/h auch während der Fahrt betätigt werden kann, öffnet bzw. schließt sich innerhalb von 14 Sekunden. Die Grundpreise des DBS Volante begannen in Deutschland bei 253.850 Euro.

## Technische Daten
|                            | DBS Coupé                  | DBS Volante                |
| -------------------------- | -------------------------- | -------------------------- |
| Bauzeit                    | 10/2007–12/2012            | 03/2009–12/2012            |
| Zylinder/Motorbauart       | Zwölfzylinder-V-Motor      | Zwölfzylinder-V-Motor      |
| Ventile                    | 48                         | 48                         |
| Hubraum                    | 5935 cm³                   | 5935 cm³                   |
| Verdichtung                | 10,9:1                     | 10,9:1                     |
| max. Leistung bei min−1    | 380 kW (517 PS)/6500       | 380 kW (517 PS)/6500       |
| max. Drehmoment bei min−1  | 570 Nm/5750                | 570 Nm/5750                |
| Antrieb                    | Transaxle-Hinterradantrieb | Transaxle-Hinterradantrieb |
| Getriebe                   | 6-Gang-Schaltgetriebe      | 6-Gang-Schaltgetriebe      |
| Getriebe, optional         | 6-Stufen-Automatik         | 6-Stufen-Automatik         |
| Leergewicht                | 1695 kg                    | 1810 kg                    |
| Tankinhalt                 | 78 l                       | 78 l                       |
| EU-Normverbrauch/100 km    | 16,4 l (15,5 l) (1)        | 16,4 l (15,5 l) (1)        |
| Treibstoff                 | Super plus                 | Super plus                 |
| CO2-Ausstoß                | 388 g/km (367 g/km) (1)    | 388 g/km (367 g/km) (1)    |
| Beschleunigung, 0–100 km/h | 4,3 s                      | 4,3 s                      |
| Höchstgeschwindigkeit vmax | 305 km/h (295 km/h) (1)    | 305 km/h (295 km/h) (1)    |
| Grundpreis                 | 242.400 Euro               | 253.850 Euro               |

## DBS im Film
Vor dem offiziellen Verkaufsstart fand der DBS im 21. James-Bond-Film Casino Royale Verwendung. Viele der im Film vorhandenen Zusatzausstattungen, wie etwa ein Helmhalter hinter dem Fahrersitz, ein Handschuhfach mit mehreren Schubfächern und integrierter Walther P99 inklusive Schalldämpfer, Antidot-Ampullarium sowie ein Automatischer Externer Defibrillator (AED) blieben jedoch den beim Dreh verwendeten Fahrzeugen vorbehalten.
Neben dem Einsatz in Casino Royale ist das Fahrzeug im Prolog des 2008 erschienenen 22. James-Bond-Films Ein Quantum Trost in einer Verfolgungsjagd zu sehen. Bei den Dreharbeiten zum Film kam es am Morgen des 19. April 2008 gegen ca. 6:30 Uhr zu einem Unfall, bei dem ein Techniker mit einem DBS in den Gardasee fuhr. Der zum Unfallzeitpunkt 29-jährige Fahrer Fraser Dunn wurde nur leicht verletzt, das Fahrzeug war jedoch ein Totalschaden.